# Związek gmin Villingendorf
Związek gmin Villingendorf – związek gmin (niem. Gemeindeverwaltungsverband) w Niemczech, w kraju związkowym Badenia-Wirtembergia, w rejencji Fryburg, w regionie Schwarzwald-Baar-Heuberg, w powiecie Rottweil. Siedziba związku znajduje się w miejscowości Villingendorf, przewodniczącym jego jest Karl-Heinz Bucher.
Związek zrzesza dwie gminy wiejskie:
- Bösingen, 3 499 mieszkańców, 22,45 km²
- Villingendorf, 3 310 mieszkańców, 9,33 km²